# 雷菊芳
雷菊芳（1953年1月—），甘肃临洮人，汉族，中华人民共和国政治人物，第十一届、第十二届全国政协委员。

## 生平
加入中国共产党，担任全国工商联常委、西藏自治区工商联副主席、西藏奇正藏药集团公司董事长。2008年，当选第十一届全国政协委员，代表医药卫生界，分入第四十六组。并担任民族和宗教委员会专委。